# Лингвистическая задача
Лингвисти́ческая зада́ча — задача, моделирующая некоторые аспекты деятельности учёных-лингвистов. Классические (самодостаточные) лингвистические задачи включают в себя поиск соответствий в словах и морфемах незнакомого решающим языка и демонстрируют одну или несколько особенностей этого языка. Они могут использоваться в учебных целях: в школьных олимпиадах, в пособиях и на учебных курсах. Жанр классической лингвистической задачи появился в СССР в 1960-х годах; одним из его родоначальников был лингвист Андрей Зализняк.

## Понятие
Под термином «лингвистическая задача» часто подразумевается самодостаточная задача, то есть такая, для решения которой не требуется специальных знаний или навыков, а решение выводится из условия логикой и общими представлениями об устройстве родного языка. В условии такой задачи содержится всё, что нужно знать для её решения. В ней может предлагаться, например, перевод фраз с незнакомого языка или расшифровка незнакомой письменности. Один из традиционных подвидов лингвистической задачи в русскоязычном сообществе составителей задач называется «кибузи»: в таких задачах решающему нужно установить соответствия между перепутанными переводами слов, фраз или предложений на разных языках. Поиск соответствий является ключевой механикой классических лингвистических задач. Они основываются на идеях структурализма и демонстрируют связь лингвистики с математикой и логикой. По словам лингвиста и теоретика жанра лингвистических задач Альфреда Журинского, этот жанр воплощает идеи «проблемного обучения», то есть обучения некоторым законам через имитацию решения настоящей проблемы. Он сформулировал возможные причины, по которым задача может быть признана некорректной: она имеет паразитические, то есть альтернативные, решения; используемое языковое явление недоисследовано учёными или содержит противоречия; решение нельзя логически получить из условия.
По словам лингвиста Андрея Зализняка, при составлении классической лингвистической задачи автор фокусируется на одном или нескольких языковых явлениях и подбирает языковой материал, демонстрирующий эти явления. Решая такие задачи, человек самостоятельно знакомится с различными понятиями лингвистической науки, хотя изначальное знание специальных терминов и понятий для решения не требуется. Они часто знакомят решающего с явлениями, отсутствующими в его родном языке, и языковым разнообразием в целом — существуют задачи в том числе на малоизвестные, малочисленные, плохо задокументированные или мёртвые языки.
Лингвистические задачи являются формой интеллектуального досуга и публикуются в популярных журналах. Они используются в качестве заданий на школьных олимпиадах по лингвистике. Кроме того, задачи могут использоваться в учебных пособиях и курсах по лингвистике. Зализняк, в частности, в 1963 году предлагал использовать их именно в учебных целях. При этом они не распространены в повседневной школьной практике. По словам филолога Светланы Шаповал, многими они воспринимаются как головоломки, а не легитимные учебные задания.
Существуют лингвистические задачи, в которых рассматриваются явления, выходящие за рамки лингвистической науки (например, разнообразие систем счисления). По аналогии с лингвистическими задачами, также могут существовать подобные задачи на явления фольклористики и антропологии или филологии. Они могут быть такими же или в меньшей степени самодостаточными.

## История
Предтечей современных лингвистических задач были задачи в учебной литературе по языковедению. Такие задачи встречаются в работах лингвистов начала XX века Шарля Балли, Петра Кузнецова, Александра Реформатского, Льва Щербы и других. В то время в существующей учебной литературе о языках были распространены задачи, в которых от решающего требуется применение своих знаний — они использовались в курсах обучения иностранным языкам. Лингвист Иван Бодуэн де Куртенэ в 1912 году выпустил сборник задач, многие из которых не предназначались для проверки знаний определённого языка, а требовали от читателей самостоятельного решения.
Собственно жанр лингвистических задач зародился в 1950-х годах. Первые известные примеры такого рода появились в задачном сборнике Генри Аллана Глисона, вышедшем в 1955 году. В 1963 году Андрей Зализняк в статье «Лингвистические задачи» впервые в СССР опубликовал серию самодостаточных задач. По мнению Зализняка, задачи на проверку знаний языков не имеют отношения собственно к лингвистике, и этот недостаток можно устранить, составляя задачи на материале языков, незнакомых решающим. По словам лингвиста Владимира Успенского, Зализняк изобрёл жанр самодостаточных лингвистических задач; по более скромной оценке лингвистки Елены Муравенко, он сыграл «большую роль» в формировании жанра. Сам термин в 1960-е ещё не был закреплён за этим понятием в русскоязычной академической среде.
В 1965 году по инициативе лингвиста Альфреда Журинского на базе филологического факультета МГУ была впервые организована Олимпиада по языковедению и математике (ныне Традиционная олимпиада по лингвистике), на которой школьникам предлагалось решать такие задачи. Журинский стал автором многих задач первой Олимпиады. Оба учёных в дальнейшем разрабатывали новые задачи. Журинский написал несколько статей и одну книгу о теории жанра лингвистических задач. Книга «Слово, буква, число», выпущенная в 1993 году, является первым в мире примером его теоретического изучения. Авторами лингвистических задач для олимпиад становятся профессиональные учёные (в их числе Светлана Бурлак, Александр Вентцель, Илья Иткин, Сандро Кодзасов, Владимир Плунгян, Сергей Старостин, Яков Тестелец и другие) и студенты-лингвисты.
В Москве с 1970-х и по наши дни издаются сборники задач, в том числе с олимпиад разных лет. В 1972 году в рамках серии «Публикации Отделения структурной и прикладной лингвистики [МГУ]» вышел сборник, состоящий из двухсот задач с I–VII Олимпиад по языковедению и математике. В 1983 году издательство «Просвещение» выпустило сборник «Лингвистические задачи» тиражом в 180 тысяч экземпляров. По словам лингвиста Бориса Нормана, выход сборника таким тиражом сыграл важную роль в вовлечении советских старшеклассников в лингвистические задачи, олимпиады и лингвистику вообще.
Впоследствии по образцу Традиционной олимпиады была организована Международная лингвистическая олимпиада, проходящая с 2003 года, на которой школьникам из разных стран также предлагается соревноваться в решении лингвистических задач. С 2004 года лингвистические задачи и схожие с ними задачи по фольклористике и антропологии предлагаются студентам и аспирантам во время отбора на Международные школы по культурной антропологии, фольклористике и социолингвистике.

## Пример
Ниже представлена одна из лингвистических задач, опубликованных Зализняком в 1963 году:
Условие. Дан текст из 12 фраз на незнакомом языке (баскском). Известно, что одна из фраз грамматически неправильна из-за ошибки в одном слове (в более строгой форме: из-за того, что в одном случае одна последовательность букв между пробелами заменена некоторой иной последовательностью букв).
| 1. Gizona joaten da. 2. Gizonak zaldia ikusten du. 3. Astoa atzo joaten zan. | 4. Gizonak atzo joaten ziran. 5. Astoak zaldiak atzo ikusten zuen. 6. Zaldiak gizona ikusten du. | 7. Zakurrak joaten dira. 8. Gizonak zakurra atzo ikusten zuen. 9. Zakurrak astoak ikusten ditu. | 10. Zaldiak gizonak atzo ikusten zituen. 11. Zakurra atzo joaten zan. 12. Gizonak astoak atzo ikusten zituen. |

Задание. Найти грамматически неправильную фразу и сделать ее грамматически правильной, изменив (или заменив) в ней только одно слово.
«…Грамматически неправильна фраза 5».

### Комментарии
1. ↑  Термин «кибузи» происходит от названия задачи Альфреда Журинского, сочинённой им для II Олимпиады, прошедшей в 1966 году. В задаче был представлен материал языка суахили, а одним из ключевых слов в условии было слово kibuzi (с суахили — «козочка»)[5].